# Муглайська кухня
Муглайська кухня поєднує кухні індійського субконтиненту зі стилями приготування та рецептами кухні Ірану та Середньої Азії. Вона  складається із страв, розроблених у середньовічних індо-перських культурних центрах імперії Моголів та знаходиться під впливом тюрко-перської кухні Середньої Азії.  Муглайська кухня, в свою чергу, сильно вплинула на регіональні кухні сучасних Афганістану, Пакистану ,Північної Індії,  та Бангладеш .
Смаки кухні мають різні варіації  в залежності від використаних прянощів та спецій і мають характерний аромат.   Муглай («кухня Великих Моголів») - це вишуканий "шведський стіл" з основних страв з різноманітним супроводом . 

## Історія
Еліта імперії Великих Моголів ідентифікувала себе як турані ( тюркські ), шейхзади ( індійські мусульмани ), іранські (перські) та індуїстські раджпути. Сама імперія була індо-перською і  мала гібридизовану  плюралістичну перську культуру. Індо-перські кулінарні книги та кулінарні рукописи прикрашали особисті бібліотеки еліти Великих Моголів і слугували не тільки кулінарними путівниками, а і мали естетичну цінність. 
Наприклад, Ні'матнама - робота 15 століття, ілюстрована перськими мініатюрами. Вона була замовлена султаном Гійясом Шахом, султаном Мальви в сучасному Мадх'я-Прадеші, і представлена стравами центральної Азії, такими як  плов (страва з рису),  кічрі (рис і сочевиця),сикхи (вертел м'ясо і риба), кебаб (вертел, смажене м'ясо), самоси (смажена випічка з м’яса) і yakhni (м'ясний бульйон), а також західними і південними індійськими стравами, такими як karhi (йогурт бульйон, змішаний з нутовим борошном), piccha і khandawi.
Однією з популярних  кулінарних робіт була «Нусха-і-Шахджахані» - запис страв, які готували для двору імператора Шахджахана (1627-1658). Цей перський рукопис містить десять розділів про нанху (хліб), бхарти, зербіряни (різновид шаруватих страв на основі рису), калії та допіязу (одягнені м’ясні страви), пулано, кабаби, харіси (чабер) каша), шишранга і ḵẖāgīnas (омлет) та khichṛī; остання глава включає мураббу (джеми), ахар (соління), пурі (смажений хліб),  аш-ха (посуд), ширіні (солодощі), Шалва (теплий пудинг) та основні рецепти приготування йогурту, паніру (індійський сир) та фарбування масла і тіста. 

Відомим також був підручник Ḵẖulāṣat-i Mākūlāt u Mashrūbāt, який, можливо, датується епохою імператора Аурангзеба (р. 1656-1707). Alwān-i Niʿmat - твір, присвячений виключно солодощам. Дів'я Нараянан пише:
До них відносяться сорти солодкого хліба, такі як NAN ḵẖatā̤'ī (хрусткий хліб, як бісквіт), Laddu, солодкі Samosas (або saṃbosas), солодкий пури і халва. В кулінарній книзі майже кожен рецепт має позитивний відгук, наприклад, saṃbosa-я як Tühi греблі Dada (самса з кишенею, приготованим на греблі) оголошуються як «серед відомих і добре відомих солодощів; Пурі дам бадамі (мигдалеві пурі, приготовані на греблі ) є серед смачних та чудових солодких страв, а нан Хатаді Бадамі (мигдаль нан Хатані ) відомий серед рідкісних і смачних рецептів. 
Існує багато спільного між сучасними кулінарними творами з Сефевідського Ірану і  індо-перськими кулінарними книгами,які використовувались при Могольському дворі, наприклад, Kārnāma dar bāb-i T̤abāḵẖī wa ṣanʿat-i ān (Manualājī Muḥammad ʿAlī Bāwarchī) Bag̱ẖdādī.
Муглайська кухня  славиться насиченістю та ароматністю страв завдяки використанню спецій, таких як кардамон, чорний перець, шафран,  горіхи та сухі фрукти, а також вершків, молока та масла при приготуванні каррі.

## Список страв з маглів
- Колката біряні
- Баранина / курка
- Баранина / Курка Пасінда
- Тунде ке кабаб
- Hyderabadi biryani
- Халім
- Хічда
- Корма
- Ніхарі
- Південно-азійський плов (вперше представлений Делійським султанатом )
- Самоса
- Бакархані
- Куряча тікка
- Роган Джош (ароматне рагу з козла / баранини, введене в Кашмір індо-перськими та могольськими правителями)
- Лакнау Бір'яні
- Курка тандурі
- Aloo gosht (баранина / баранина та картопляне каррі)
- Qeema matar (фарш з баранини / яловичини та гороху)
- Південноазійська кофта
- Панір Шахі
- Шорба
- Південноазійський шашлик (вперше введений під час Делійського султанату): [7]
  - Шашлик Галаваті (м’який ніжний шашлик, схожий на пиріжки, вперше приготований Хаджі Мурадом Алі з Лакхнау)
  - Шашлик з біхарі (м’ясні шматки, смажені на відкритому вогні)
  - Какорі-кебаб (вперше приготований в штаті Уттар-Прадеш, Індія)
  - Шашлик чаплі (вперше приготований пуштунами на північно-західному кордоні Індії)
  - Шашлик Кальмі
  - Seekh шашлик
  - Шамі-шашлик (вперше приготований сирійськими кухарями в епоху Великих Моголів, "Шамі" позначає їх сирійське походження)
  - Кебаб з Шикамура (рідний в Хайдерабаді, Індія)
  - Мургірський шашлик
  - Тунде ке кабаб
- Муглайська парата
- Мурре мурлом
- Пасанда
- Резала (представлений Бенгалії суверенами маглів Авад і Майсур)

## Десерти
- Фірні
- Гулаб Джамун
- Жалебі
- Фалуда
- Південно-Азійська Халва
- Південноазійський севіян (готується з молоком, освітленим вершковим маслом, вермішеллю, рожевою водою та мигдалем)
- Шарбат
- Кульфі
- Барфі (походить від перського слова "сніг / лід")
- Фірні та Кхір
  - Кесарі Фірні (солодка страва на основі рису з прошарками шафрану)
  - Бедамі Фірні (солодка страва на основі рису з мигдалем)
- Шахі Тукра (насичений хлібний пудинг із сухофруктами та ароматизований кардамоном)
- Проста хурма
- Кілька різновидів корінного манго плекав і культивував суд Моголів. [8]

## Подальше читання
- Книга кухарів Маглей, Алмазні кишенькові книги,ISBN 81-7182-547-8
- Вегетаріанська муглайська хаана Ніти Мехти Ніта Мехта, опублікована 1999 рISBN 81-86004-10-6
- Mughlai Автор: Amrita Patel Опубліковано 2004 р., Видавництво Sterling, 160 сторінокISBN 81-207-2646-4

## Зовнішні посилання
- Рецепти маглів
- Їжа імператорів Великих Моголів